# Queen and Adam Lambert 2016 Summer Festival Tour
Die Queen and Adam Lambert 2016 Summer Festival Tour war eine Konzerttournee in Europa und Asien der britischen Rockband Queen und Adam Lambert.
Die Konzertreihe begann am 20. Mai 2016 und endete am 30. September 2016. Während der Tour absolvierten die Künstler insgesamt 24 Konzerte, davon neun in Asien und 15 in Europa. Von 24 Konzerten wurden acht auf Musikfestivals veranstaltet.

## Hintergründe
Neben den Gründungsmitgliedern von Queen, Brian May (Gitarre) und Roger Taylor (Schlagzeug), traten Spike Edney (Keyboard), Rufus Tiger Taylor (Percussion) und Neil Fairclough (Bassgitarre) im Rahmen der Tournee auf. Von den Künstlern wurden unter anderem Titel wie Another One Bites the Dust, I Want It All, Radio Ga Ga, Hammer to Fall, Stone Cold Crazy, Who Wants to Live Forever, Love of My Life, The Show Must Go On und Bohemian Rhapsody vorgetragen.
Für einige Stücke, wie Queens Opus Bohemian Rhapsody wurden originale Gesangstimmen des Leadsängers Freddie Mercury im Live-Mix verwendet.
Innerhalb der drei Monate besuchten mehr als 200.000 Zuschauer die Konzerte der Tournee und Queen und Adam Lambert.

## Konzerttermine
| Nr.    | Datum              | Land                   | Stadt          | Ort/Festival              |
| Europa | Europa             | Europa                 | Europa         | Europa                    |
| ------ | ------------------ | ---------------------- | -------------- | ------------------------- |
| 1      | 20. Mai 2016       | Portugal               | Lissabon       | Rock in Rio Lisboa VII    |
| 2      | 22. Mai 2016       | Spanien                | Barcelona      | Palau Sant Jordi          |
| 3      | 25. Mai 2016       | Osterreich             | Linz           | Steel City Festival       |
| 4      | 27. Mai 2016       | Deutschland            | Köln           | RheinEnergieStadion       |
| 5      | 29. Mai 2016       | Danemark               | Jelling        | Jelling Musikfestival     |
| 6      | 3. Juni 2016       | Finnland               | Helsinki       | Kaisaniemi-Park           |
| 7      | 5. Juni 2016       | Estland                | Tallinn        | Lauluväljak Luhte         |
| 8      | 9. Juni 2016       | Schweden               | Sölvesborg     | Sweden Rock Festival      |
| 9      | 12. Juni 2016      | Vereinigtes Konigreich | Newport        | Isle of Wight Festival    |
| 10     | 15. Juni 2016      | Belgien                | Brüssel        | Palais 12                 |
| 11     | 17. Juni 2016      | Schweiz                | Zürich         | Rock am Ring              |
| 12     | 19. Juni 2016      | Polen                  | Auschwitz      | Life Festival Oświęcim    |
| 13     | 21. Juni 2016      | Rumänien               | Bukarest       | Piața Constituției        |
| 14     | 23. Juni 2016      | Bulgarien              | Sofia          | Georgi-Asparuchow-Stadion |
| 15     | 25. Juni 2016      | Italien                | Padua          | Villa Contarini           |
| Asien  |                    |                        |                |                           |
| 16     | 12. September 2016 | Israel                 | Tel Aviv-Jaffa | Yarkon Park               |
| 17     | 17. September 2016 | Singapur               | Singapur       | Marina Bay Street Circuit |
| 18     | 19. September 2016 | Taiwan                 | Taipeh         | Exhibition Hall Nangang   |
| 19     | 21. September 2016 | Japan                  | Tokio          | Nippon Budōkan            |
| 20     | 22. September 2016 | Japan                  | Tokio          | Nippon Budōkan            |
| 21     | 23. September 2016 | Japan                  | Tokio          | Nippon Budōkan            |
| 22     | 26. September 2016 | China Volksrepublik    | Shanghai       | Mercedes-Benz Arena       |
| 23     | 28. September 2016 | Hongkong               | Hongkong       | AsiaWorld-Arena           |
| 24     | 30. September 2016 | Thailand               | Bangkok        | Impact Arena              |